# Nộm

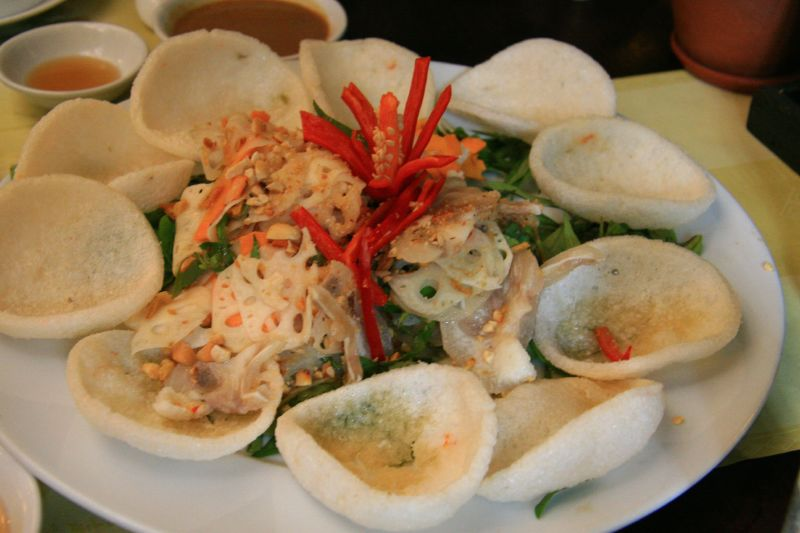
Nộm tai heo, ngó sen ăn với phồng tôm.

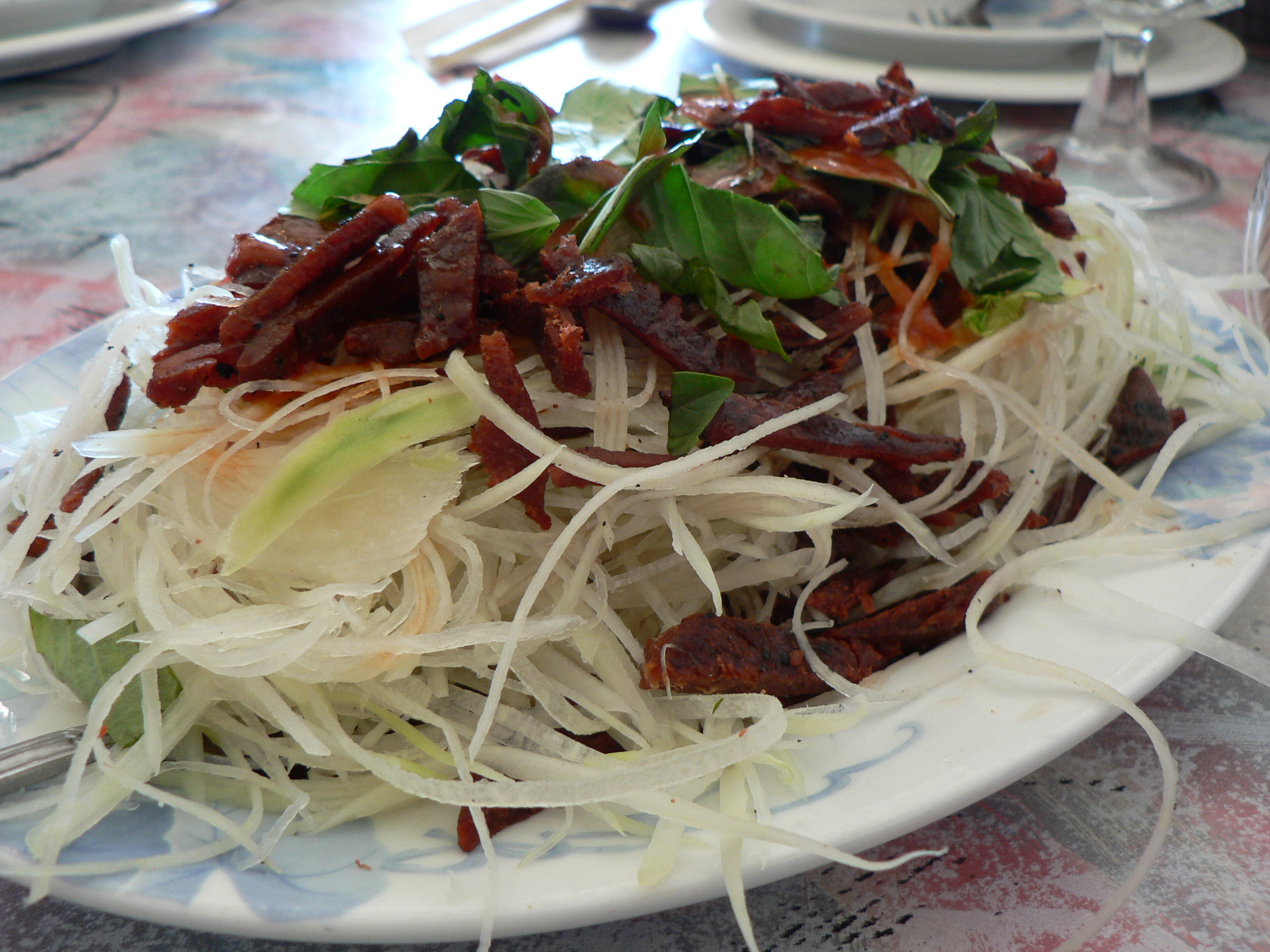
Gỏi đu đủ ăn với khô bò xé (gỏi khô bò), món ăn quen thuộc của người miền Nam

Nộm (phương ngữ Bắc Bộ) hoặc gỏi (phương ngữ Nam Bộ), là tên gọi chung cho các món rau trộn chua ngọt trong ẩm thực Việt Nam.

## Cách làm
Cách làm nói chung: trộn rau (tùy loại) với gia vị, rau thơm, tỏi, ớt, đậu phộng,... vào cho vừa ăn. Có loại trộn thêm cả thịt, cá.
Một số món nộm:
- Món nộm truyền thống trong cỗ Tết miền Bắc Việt Nam, gồm su hào/đu đủ, cà rốt, lạc rang, rau mùi,...
- Nộm thịt bò khô: gồm đu đủ, cà rốt, thịt bò khô, rau kinh giới,...
- Nộm rau muống: rau muống trụng, kinh giới, mắm tôm, mè rang
- Thịt gà xé phay: gồm thịt gà luộc, bắp cải, hành tây, rau răm,...
- Nộm hoa chuối: gồm hoa chuối, lạc rang, nước mắm,...
- Gỏi ngó sen